# Trajadura
‘Trajadura’ ist eine Weißweinsorte, die hauptsächlich in Portugal angebaut wird.

## Verbreitung
Sie wird in Portugal in den Regionen Douro und Minho zum Anbau empfohlen. Zugelassen ist sie auch in der Region Beira Litoral. Die bestockte Rebfläche beträgt in Portugal ca. 1.169 Hektar. In Galicien ist sie im Anbaugebiet Rías Baixas unter dem Namen Treixadura bekannt.
Die weltweite Anbaufläche beträgt 2010 2169 ha.

## Eigenschaften
Die wuchskräftige Trajadura gibt nur geringe Hektarerträge und die Beeren sind anfällig gegen die Rohfäule. Die spätreifende Sorte erbringt duftige, körperreiche und alkoholstarke Weine. Im Vinho Verde ist sie eine der zugelassenen Sorten. Sie wird häufig mit den Sorten Loureiro und Alvarinho verschnitten. In Spanien stellt man auch die Likörweine Tosdadillos und Tostados del Rivero aus ihr her.

## Synonyme
‘Teixadura Blanca’, ‘Tragadura’, ‘Treixadura’, ‘Trinca Dente’, ‘Trincadeira’, ‘Trincadente’, ‘Verdello Rubio’